# Palau-solità i Plegamans
Palau-solità i Plegamans est une commune de la comarque de Vallès Occidental dans la province de Barcelone en Catalogne (Espagne).

## Géographie
Commune située à 15 km de Sabadell, à 13 km de Granollers et à 25 km au nord de Barcelone. Le nom de la commune provient de la fusion des deux paroisses, Palau-solità et Plegamans.

## Économie

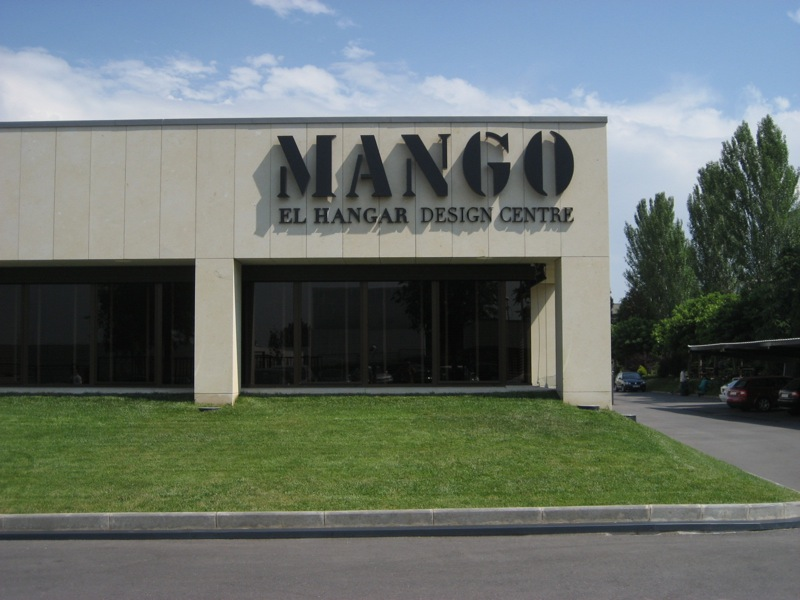
siège de Mango

La ville est le siège de la firme de mode MANGO.